# Referendum o neovisnosti Bosne i Hercegovine
Referendum o neovisnosti Bosne i Hercegovine održavan je od 29. veljače do 1. ožujka 1992. Glasovalo je ukupno 2.073.568 glasača (izlaznost 63,7 %). 99,7 % bilo je za neovisnost, a 0,3 % protiv. SDS je pozvao Srbe na bojkot referenduma i spriječio njegovo održavanje u pojedinim dijelovima zemlje. Tako je referendum pretežno bojkotiran od Srba.
Referendumsko pitanje je glasilo:
»Jeste li za suverenu i nezavisnu Bosnu i Hercegovinu, državu ravnopravnih građana, naroda BiH - Muslimana, Srba, Hrvata i pripadnika drugih naroda koji u njoj žive?«
Mjesec dana nakon referenduma, uslijedila je otvorena velikosrpska agresija na BiH.
Referendum o neovisnosti Bosne i Hercegovine
| 99,7 % | 0,3 %  |  |
| Za     | Protiv |  |

## Raspisivanje
Bruxellesskom Deklaracijom o Jugoslaviji od 17. prosinca 1991., na temelju preporuka međunarodne Arbitražne komisije, kojom je predsjedavao Robert Badinter, konstatirana je disolucija SFRJ i tadašnje republike su pozvane da se do 23. prosinca 1991. izjasne o neovisnosti. Republike su dobile obećanja da će do 15. siječnja biti i međunarodno priznate. Tri dana prije isteka spomenutog roka, točnije 20. prosinca 1991., koalicija Stranke demokratske akcije i Hrvatske demokratske zajednice podnijela je traženi zahtjev, a sutra je Skupština srpskoga naroda donijela odluku o osnutku Srpske Republike Bosne i Hercegovine. 
Skupština SRBiH je 25 siječnja 1992. donijela odlukuo raspisivanju referenduma o neovisnosti, koju su podržali SDA i HDZ BiH. SDS-a BiH u svemu tome nije bilo, jer su Srbi u međuvremenu donijeli proveli u djelu odluku o ustroju Srpske Republike Bosne i Hercegovine, koja je proglašena 9. sijeĉnja 1992. Održavanje referenduma je najavljeno za 29. veljače i 1. ožujka 1992. godine.

## Livanjsko pitanje
HDZ BiH je imao primjedbu na referendumsko pitanje i postavio je zahtjev za nacionalnim kantonima, iako to pitanje nije razmatrano u Skupštini SRBiH, bilo je prihvaćeno sa strane međunarodne zajednice i kasnije je ponuđeno u raznim planovima i prijedlozima iste. Prijedlog HDZ-a BiH za referendumsko pitanje je bio sljedeći:
»Jeste li za suverenu i nezavisnu Bosnu i Hercegovinu, državnu zajednicu konstitutivnih i suverenih naroda hrvatskog, muslimanskog i srpskog u njihovim nacionalnim podruĉjima (kantonima)?«
Bez obzira na odbijanje promjene referendumskog pitanja sa strane muslimanskog vrha, HDZ BiH je, kao i službeni Zagreb i dalje u potpunosti podržavao neovisnost BiH te pozivao Hrvate da izađu na referundum, te da glasuju za neovisnost. Srbi su, kao što je bilo i očekivano, bojkotirali referendum, tako da je na glasovanje izašlo 63,7 % biračkog tijela, od kojih se 99,7 % odlučilo za neovisnost. Na temelju ishoda referenduma EZ je 6. travnja 1992. priznala Republiku Bosnu i Hercegovinu kao neovisnu i suverenu državu. Iz priloženoga je zapravo vidljivo koliko je veliki doprinos bosanskohercegovačkih Hrvata za put BiH prema neovisnosti jer da su oni bojkotirali referendum kao što su to učinili Srbi, referendum bi propao, te ne bi došlo do međunarodnog priznanja RBiH.

## Sukobi 1. ožujka
Prvi dan referenduma, 29. veljače 1992. donio je ljudske žrtve. Na cesti između Turbeta i Komara, nedaleko od Travnika ubijena su dvojica ljudi, a jedan je teško ranjen, nakon što su se pokušali probiti automobilom kroz barikadu koju su postavili mještani srpske nacionalnosti. Barikada je navodno postavljena kao odgovor na blokadu u Novom Travniku, gdje su mještani Hrvati onemogućili transport oružja iz tvornice Bratstvo. Apsurdno je da su oba poginula također bili Srbi.
U nedjeljno rano poslijepodne, 1. ožujka 1992, drugog dana referenduma, u središtu Sarajeva dogodio se težak zločin. Nekoliko osoba muslimanske nacionalnosti pucali su u svatove pod srpskom zastavom. Jednog čovjeka su ubili, a drugog teško ranili. Pripadnik Zelenih beretki, Ramiz Delalić, ubio je pucnjem iz pištolja mladoženjinog oca Nikolu Gardovića i ranio svećenika Srpske pravoslavne crkve, Radenka Mikovića, ispred Stare crkve na Baščaršiji, što je prema srpskom shvaćanju početak rata. 
Priopćenjem se oglasila SDS, koja je ustvrdila da se ne radi samo o ugrožavanju života ljudi, nego je to napad na dostojanstvo i integritet cijelog srpskog naroda. Malo prije ponoći, blokirano je Sarajevo. Na svim važnijim raskrižjima postavljene su barikade. Barikade su postavljene i u drugim gradovima u Bosni i Hercegovini: Bosanskom Brodu, Bosanskom Šamcu, Derventi i Odžaku. SDS se oglasila priopćenjem iz kojega je bilo jasno da je ona organizator. Prve noći na barikadama je ubijeno troje, a ranjeno četvero.
U Bosanskom Brodu pripadnici srpske paravojne jedinice su nakon referenduma, 1. ožujka, podigli barikadu, koju su polako pomicali prema mostu na Savi. Nakon dva dana, 3. ožujka, blokirali su most praznom cisternom. Na policijsku ophodnju, koja je pokušala ukloniti barikadu otvorena je paljba, a policajci su na nju uzvratili i uspjeli ukloniti barikadu, nakon čega se sukob razbuktao i s manjim ili većim intenzitetom (razmjenjivanje pješačke i topničke paljbe) nastavio do eskalacije rata.
Na barikadama u Sarajevu je bilo i po nekoliko tisuća maskiranih osoba, uglavnom lokalnog srpskog stanovništva. Bila je to generalna proba rata za glavni grad. Zanimljive su i ocjene stanja u Bosni i Hercegovini. Svjetske agencije izvješćivale su o barikadama i žrtvama u Sarajevu. Hrvatski predsjednik Franjo Tuđman izjavio je da je težište jugoslavenske krize preneseno u središte, na BiH, gdje treba tražiti rješenje da se ne bi proširili ratno krvoproliće. Istakao je da se rješenje može pronaći samo pregovorima svih triju strana.
Nakon što su barikade privremeno uklonjene, 5. ožujka, predsjednik Predsjedništva RBiH Alija Izetbegović ustvrdio je da je situacija pod kontrolom i pozivao je građane da iziđu u šetnju i da se druže. Umjesto šetnje i druženja, širom Bosne i Hercegovine organizirani su različiti skupovi, čiji će vrhunac uslijediti 6. travnja 1992. u Sarajevu, najvećim prosvjedom.

## Poveznice
- Livanjsko pitanje
- Rat u Bosni i Hercegovini
- Antiratni prosvjedi u Sarajevu 1992.